# Tolerdack
Tolerdack war eine Rechnungsmünze am Handelsplatz Buchara.
- 1 Tolerdack = 10 Spinack = 60 Ongul = 300 Sacki
- 8,524 Tolerdack = 1 Mark (köln.)

Als Vergleich:
- 1 Tolerdack = 49 ¼ Silbergroschen (preuß.)